# Fontaine-Française
Fontaine-Française település Franciaországban, Côte-d’Or megyében. Lakosainak száma 888 fő (2022. január 1.). Fontaine-Française Chaume-et-Courchamp, Pouilly-sur-Vingeanne, Sacquenay, Saint-Maurice-sur-Vingeanne, Saint-Seine-sur-Vingeanne, Bourberain, Chazeuil, Licey-sur-Vingeanne, Montigny-Mornay-Villeneuve-sur-Vingeanne, Attricourt és Fontenelle községekkel határos.

## Népesség
A település népességének változása:
| Lakosok száma | 658  | 857  | 798  | 951  | 909  | 898  | 893  | 886  | 883  | 888  |
|               | 1968 | 1982 | 1990 | 2006 | 2013 | 2015 | 2017 | 2019 | 2020 | 2022 |